# Tan Yankai
Tan Yankai (Hangzhou, 25 gennaio 1880 – Nanchino, 22 settembre 1930) è stato un politico e militare cinese.

## Biografia

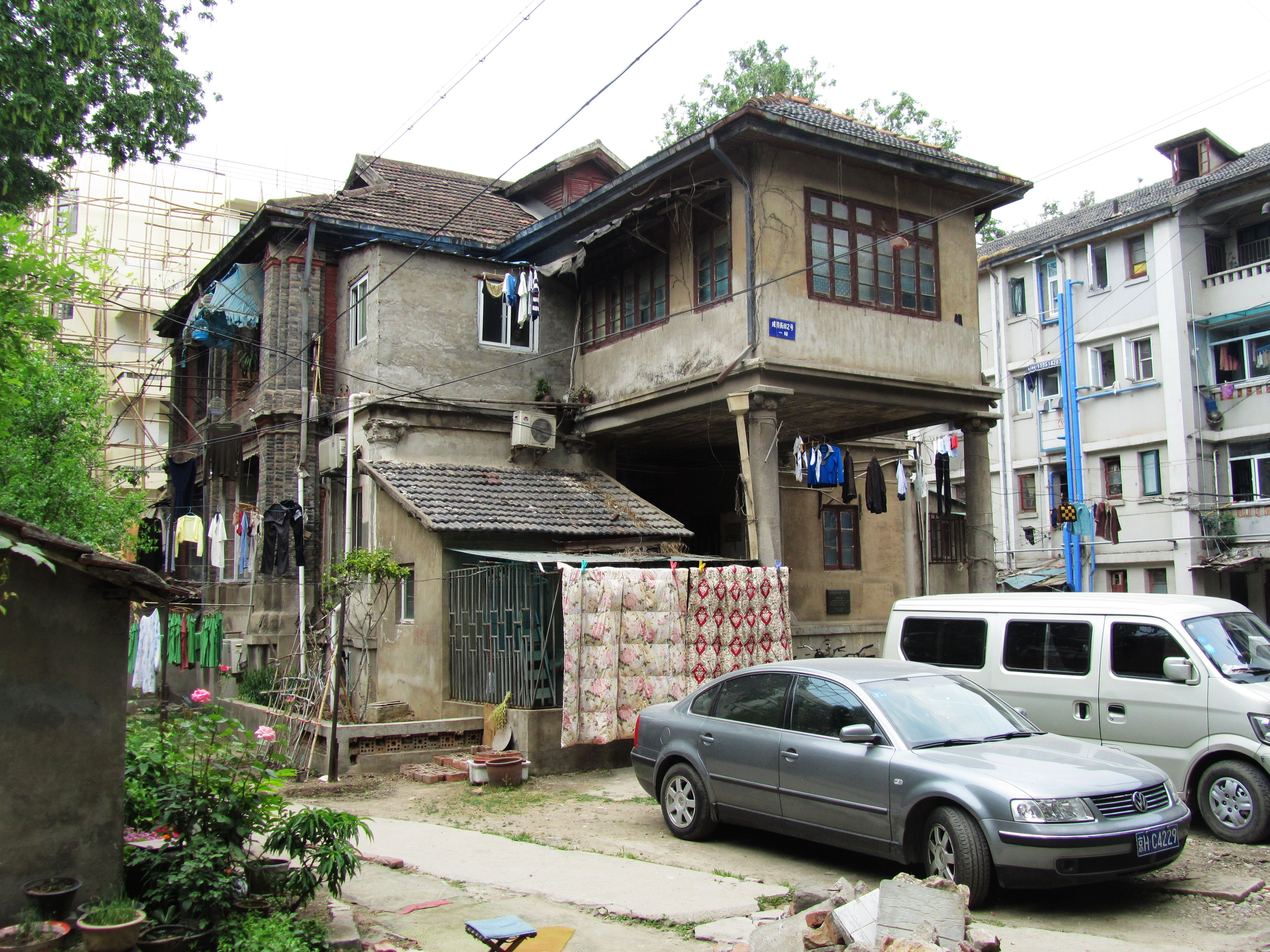
L'antica residenza di Tan Yankai a Nanchino.

Tan Yankai nacque il 25 gennaio 1880 a Hangzhou durante la tarda dinastia Qing. Era il figlio del ministro Tan Zhonglin. Membro del Partito Costituzionalista di Liang Qichao, fece campagna per un parlamento e una monarchia moderata. Tan divenne il membro principale del partito, ribattezzato in Partito Progressista dopo la rivoluzione Xinhai.
Poco dopo lo lasciò e si unì al Kuomintang e divenne governatore militare della sua provincia. Rimase neutrale durante il tentativo di Sun Yat-sen di rovesciare il presidente Yuan Shikai nella Seconda Rivoluzione del 1913, ma Yuan lo rimosse comunque. Tornò al potere dopo la morte di Yuan e guidò la sua provincia a resistere all'Esercito Beiyang nel movimento di protezione della costituzione del 1917, che salvò la base di Sun nel Guangdong. Dopo un breve tentativo di spingere per il federalismo, i suoi subordinati lo costrinsero a dimettersi. Quando Chen Jiongming fu cacciato da Canton, Tan fu nominato ministro da Sun nel suo governo provinciale.
Tan servì come presidente del governo nazionalista durante la prima metà della Spedizione del Nord e di nuovo durante la sua conclusione. Fu membro della fazione di Wuhan guidata da Wang Jingwei e fu il primo Capo di Stato del governo del Kuomintang di Nanchino riconosciuto a livello internazionale. Gli Stati Uniti d'America furono la prima grande potenza a concedere il riconoscimento il 1º ottobre 1928, anche se già avevano de facto riconosciuto il nuovo governo a luglio. Dopo che la legge organica entrò in vigore nel Giorno del doppio dieci gli successe Chiang Kai-shek. Tan divenne quindi primo ministro, una carica che mantenne fino alla sua morte in carica nel 1930.
È sepolto nel Linggu-si, vicino al Mausoleo di Sun Yat-sen a Nanchino.

## Vita personale
Sua figlia, Tan Xiang, sposò Chen Cheng.